# Hannah Chukwu
Hannah Chukwu (* 7. Juli 2003 in Komárom) ist eine ungarische Squashspielerin.

## Karriere
Hannah Chukwu spielte 2019 erstmals auf der PSA World Tour und gewann auf dieser bislang zwei Titel. Der erste Titelgewinn gelang ihr im März 2021 in Tatabánya, der zweite folgte im August desselben Jahres in Amsterdam. Ihre höchste Platzierung in der Weltrangliste erreichte sie mit Rang 83 im Februar 2022. Als Mitglied der ungarischen Nationalmannschaft nahm sie 2019 an den Europameisterschaften teil, bei denen sie in der ersten Runde ausschied. Von 2019 bis 2024 wurde sie sechsmal in Folge ungarische Meisterin.
Sie studiert seit 2022 am Trinity College in Hartford, Connecticut, für das sie auch im College Squash aktiv ist.

## Erfolge
- Gewonnene PSA-Titel: 2
- Ungarische Meisterin: 6 Titel (2019–2024)